# Dinematichthys trilobatus
Dinematichthys trilobatus är en fiskart som beskrevs av Møller och Werner Schwarzhans 2008. Dinematichthys trilobatus ingår i släktet Dinematichthys och familjen Bythitidae. Inga underarter finns listade i Catalogue of Life.